# رافاييل غارسيا كازانوفا
رافاييل غارسيا كازانوفا (بالإسبانية: Rafael García Casanova) (6 يناير 1989 في الأوروغواي - ) هو لاعب كرة قدم أوروغواني في مركزي قلب الدفاع والوسط. لعب مع أتليتيكو توكومان وديفنسا خوستيكا ورامبلا جونيورز وناسيونال مونتيفيديو ونادي موريليا الرياضي وسنترو أتلتيكو فينكس ‏.

## وصلات خارجية
- رافاييل غارسيا كازانوفا على موقع إي إس بي إن إف سي (الإنجليزية)
- رافاييل غارسيا كازانوفا على موقع قاعدة بيانات كرة القدم.إي يو (الإنجليزية)
- رافاييل غارسيا كازانوفا على موقع Soccerway.com (الإنجليزية)
- رافاييل غارسيا كازانوفا على موقع عالم كرة القدم.نت (الإنجليزية)